# Severin, papa
Severin, papa od listopada 638. do 2. kolovoza 640. godine.